# Hải yến đuôi chẻ đen
Hải âu (danh pháp khoa học: Oceanodroma monorhis) là loài chim biển thuộc họ Hydrobatidae.
Vào mùa sinh sản, chim hải âu tập trung ở Thái Bình Dương, ngoài khơi bờ biển Trung Quốc, Nhật Bản, Triều Tiên. Nó làm tổ trên vách đá ngoài bờ biển và đẻ một quả trứng màu trắng. Thời gian còn lại trong năm, hải âu di chuyển đến Ấn Độ Dương và biển Arập.